# 23628 Ichimura
23628 Ichimura este un asteroid din centura principală de asteroizi.

## Descriere
23628 Ichimura este un asteroid din centura principală de asteroizi. A fost descoperit pe 8 decembrie 1996 la Chichibu de Naoto Satō. Asteroidul prezintă o orbită caracterizată de o semiaxă mare de 2,22 ua, o excentricitate de 0,09 și o înclinație de 7,1° în raport cu ecliptica.